# Catalunya. El peix
Catalunya. El peix és un llenç a l'oli de 4,85 x 3,51 pintat el 1915 pel pintor valencià Joaquim Sorolla. El quadre va ser un encàrrec de l'hispanòfil Archer Milton Huntington, que pretenia decorar a base de grans quadres la biblioteca de la Hispanic Society of America de Nova York. Forma part d'un conjunt de 14 panells de gran format (entre tots fan 200 m²), anomenats Visió d'Espanya, considerats l'obra mestra de Sorolla.

## Història
El 1911, Sorolla va començar el projecte per la Hispanic Society of America i va viatjar sol per tota la península ibèrica durant sis anys prenent apunts, realitzant esbossos o pintant a l'aire lliure els plafons, des del primer, Festa del pa. Castella, el més colossal, fins a l'últim, La pesca de la tonyina. Ayamonte, considerat el millor, el de més potència, que enllesteix el 29 de juny del 1919, afectat de forts tremolors i molt cansat.
El 15 de setembre de 1915, el pintor es va instal·lar a Barcelona, on ja hi havia fet una breu estada abans i s'havia entusiasmat pel port. Pero va rebutjar el motiu com a escenari de la seva obra i, desencisat, baix de moral i malalt, amb tremolors, va començar a buscar un altre lloc de Catalunya que fos emblemàtic de la costa mediterrània. En la recerca, centrada en platges i penya-segats, fou aconsellat pels artistes Carlos Vázquez, Anglada Camarasa i Rusiñol que el van portar a Arenys de Mar, Tarragona i Sitges. Finalment, Carlos Vázquez el va fer descobrir la cala de Santa Cristina de Lloret de Mar, que el va convèncer del tot. Més endavant, però, van continuar els seus dubtes, ara sobre els catalans que havia de pintar: «He ensopegat amb la falta de caràcter pintoresc en les gents.»

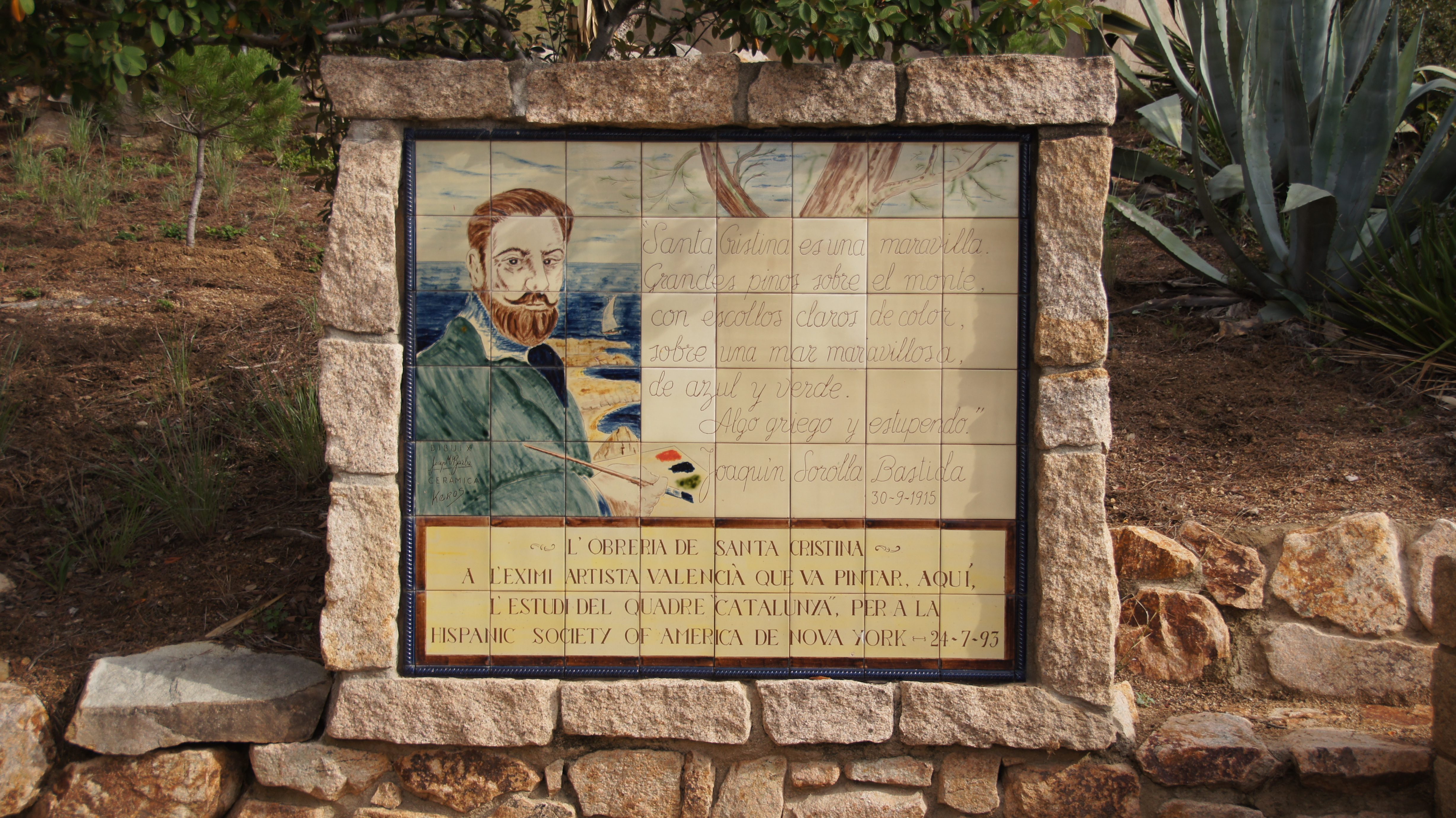
Placa a Joaquim Sorolla, al costat de l'Ermita de Santa Cristina, lloc on va fer l'estudi de la obra

A Santa Cristina de Lloret de Mar va fer l'estudi paisatgístic que li serviria de fons per realitzar la seva obra. L'estudi feia 0,70 per 1 m, però el quadre definitiu n'amidà 4,85 x 3,51. El cotxe en que viatjava Sorolla en la seva recerca del lloc adient va quedar encallat en la Tordera. El 30 de setembre de 1915 l'artista va escriure a la seva família: “Santa Cristina és una meravella. Grans pins sobre la muntanya, amb esculls clars de color, sobre una mar meravellosa, de blau i verd. Com grec i fantàstic.” A mitjans de novembre va retornar a Madrid pel seu pèsim estat de salut. El mes de desembre de 1915 va acabar el mural.
El 1992 la cala de Santa Cristina va ser identificada pel lloretenc Sebastià Ruscalleda com lloc concret de l'escenari del mural, i no en un lloc indeterminat de la costa catalana, com molts historiadors i crítics d'art sostenien. Ruscalleda es va posar en contacte amb la besneta del pintor valencià, Blanca Pons Sorolla, que li va llegir una de les cartes enviades a la seva esposa, Clotilde García del Castillo, on descrivia la cala de Lloret. Ruscalleda va publicar un llibre sobre aquest descobriment titulat “Sorolla a Santa Cristina“ (1993).

## Descripció
Sorolla va dubtar, molt més que en els altres murals, on situar l'escena del que seria el desè panell. Inicialment el motiu del quadre havia de ser el port de Barcelona. Tanmateix, més tard va decidir donar prioritat al peix, però canviant d'escenari, traslladant-lo fins a Santa Cristina, a Lloret de Mar.
Envoltada de pins, la cala de Santa Cristina ocupa el fons paisatgístic d'aquest oli sobre llenç. És una composició simbòlica que evoca la pesca i la seva comercialització. El comissari Felipe Garín hi veu clares influències de Cézanne en la resolució dels pins. Representa un mercat de peix al barri barceloní de la Barceloneta, lloc emblemàtic de la capital que el 1915 encara estava molt actiu. Tanmateix, per evocar la bellesa del paisatge català va transportar d'una manera màgica l'escena a la cala de Santa Cristina a la Costa Brava, molt més al nord i lloc de la processó de Santa Cristina cada 24 de juliol.
Al quadre torna a sorgir el típic eix cromàtic sorollista blanc-blau, però amb més força que abans: el blanc segueix una línia trencada a través de les robes de les dones, des l'esquerra fins a la camisa de la dona del centre de la composició.